# Петрово (Воскресенский район)
Петрово — деревня в составе Воздвиженского сельсовета в Воскресенском районе Нижегородской области.

## География
Находится на расстоянии примерно 23 километра по прямой на север-северо-восток от районного центра посёлка  Воскресенское.

## История
Деревня основана в начале XX века, в 1925 году в ней было 209 жителей.

## Население
Постоянное население составляло 3 человека (русские 100 %) в 2002 году, 2 в 2010 году .